# Made of Honor
Made of Honor (Made of Honour en Reino Unido, Irlanda, Canadá y Australia; Quiero robarme a la novia en Hispanoamérica; La boda de mi novia en España) es una película de 2008 de comedia romántica dirigida por Paul Weiland y escrita por Adam Sztykiel (adaptación al cine por Sztykiel, Deborah Kaplan y Harry Elfont). Fue producida por Neal H. Moritz y fue lanzado por Columbia Pictures en América del Norte el 2 de mayo de 2008. La película incluye la última aparición en pantalla de Sydney Pollack.

## Sinopsis
En la noche de Halloween de 1998, en la Universidad de Cornell, Tom Bailey, Jr., disfrazado de Bill Clinton, se mete en la cama con su cita preestablecida, Monica. Resulta ser la mujer equivocada, la compañera de cuarto de Monica, Hannah. A Tom le gusta ella porque es honesta y no se le echa encima. Diez años después, Hannah y Tom son mejores amigos. Tom es muy rico debido a su creación de la "cuello de café" y recibe una moneda de diez centavos cada vez que se usa. Tom está con una chica diferente cada semana, mientras que Hannah se enfoca en su carrera en el Museo Metropolitano de Arte. Está muy contento con su vida y sospecha que Hannah también lo está.
Después de que Tom lleve a Hannah a la sexta boda de su padre, Hannah le dice a Tom que debe ir a trabajar a Escocia. Mientras ella no está, Tom descubre que sin ella, estar con otra mujer semana tras semana no es muy satisfactorio. Se da cuenta de que ama a Hannah y decide contarle sus sentimientos cuando ella regrese. Al regresar, Hannah anuncia sorprendentemente que está comprometida con un escocés adinerado llamado Colin. Hannah le pide a Tom que sea su dama de honor en su boda. Después de discutirlo con sus amigos, Tom decide ser su dama de honor, solo para pasar tiempo con ella y tratar de convencerla de que ni siquiera conoce a Colin, además de hacerle darse cuenta de que él la ama y debería casarse con él.
Hannah le presenta a las otras tres damas de honor. Una de ellas es Melissa, la prima de Hannah, con quien salió y se separó en malos términos. Ella lo odia aún más cuando no llega a ser la dama de honor. Cuando Tom quiere organizar una despedida de soltera, ella le da una tarjeta de presentación para entretenerse en la despedida. Más tarde se da cuenta de que la tarjeta de presentación era para una fiesta de juguetes sexuales. Hannah se enoja, dice que no debería haberlo dejado hacer esto y se va. Pide consejo a sus otros amigos. Le enseñan lo que una dama de honor debe recordar. Al día siguiente, lleva a Hannah a comprar porcelana y la impresiona. Después de sus compras, ella le dice que este es su último día en Nueva York; ella se mudará a Escocia después de la boda para estar con Colin.
Después de llegar a Escocia al Castillo de Eilean Donan para la boda, Tom se da cuenta de que se está quedando sin tiempo para detener a Hannah. Conoce a toda la familia de Colin y debe actuar en una variante de los Juegos de las Tierras Altas, en los que el novio compite para demostrar que es digno de su novia. Tom también está en la competencia con Colin, pero pierde en la última ronda. Tom lleva a Hannah a dar un paseo, con la esperanza de decirle cómo se siente. Las otras damas de honor interrumpen para la despedida de soltera de Hannah. En su despedida de soltera, Hannah vende sus besos a cambio en un pub. Mientras da la vuelta, Hannah besa a Tom. Aunque comienza como un beso en la mejilla, se convierte en un beso apasionado.
Esa noche, Hannah se enfrenta a Tom para preguntarle sobre el beso. Cuando llega a su habitación, su prima Melissa borracha está allí, tratando de tener sexo con él. Hannah se va y Tom corre tras ella. Él llama a su puerta, rogándole que lo deje entrar. Ella se niega y le pregunta sobre el beso. Él le dice que sabe que Colin no es el indicado para ella. Ella se niega a decir que ella también piensa lo mismo y, en cambio, le dice a Tom que todavía espera casarse con Colin al día siguiente. Tom no puede seguir viendo a Hannah y Colin casarse, por lo que decide irse a casa.
Cuando se le pregunta sobre su repentina partida poco antes de la boda, Hannah le informa a Colin que Tom solo tiene miedo de perderla. De camino a casa, Tom se da cuenta de que debe detener la boda y vuelve a la iglesia montado a caballo. Justo cuando el sacerdote pide objeciones, Tom sale volando de su caballo y atraviesa las puertas de la capilla. Al ver a su mejor amigo en el suelo, Hannah corre hacia él. Mientras lucha por ponerse de pie, le dice que la ama más que a nada y que debería casarse con él. Luego comparten un beso. Hannah le dice a Colin que lo siente mucho y que él es el chico perfecto, pero no el chico perfecto para ella. La tía de Colin luego le dice a Colin, en Escocés, que golpee a Tom, lo cual hace sin dudarlo.
Hannah y Tom finalmente se casan. Melissa atrapa el ramo y luego une los brazos con el padre de Tom. Hannah y Tom se van de luna de miel. Tom enciende la luz solo para ver si tiene a la chica adecuada y Hannah responde "Sí". Los dos se besan y cuando Hannah apaga la luz, Tom dice "Oh, Monica" y Hannah responde "Oh, Bill".

## Elenco
- Patrick Dempsey como Thomas "Tom" Bailey, Jr.
- Michelle Monaghan como Hannah.
- Kevin McKidd como Duque Colin McMurray.
- Kathleen Quinlan como Joan.
- Sydney Pollack como Thomas Bailey, Sr.
- Chris Messina como Dennis.
- Kadeem Hardison como Félix.
- Richmond Arquette como Gary.
- Busy Philipps como Melissa.
- Whitney Cummings como Stephanie.
- Emily Nelson como Hilary.
- James Sikking como Reverendo Foote.
- Kevin Sussman
- Beau Garrett como Gloria.
- Kelly Carlson como Christie Bailey.
- Valerie Edmond como Kelly.
- Hannah Gordon como Deirdre McMurray.
- Eoin McCarthy como Ewan.
- Clive Russell como Finlay.
- Mary Birdsong como Sharon.
- Elisabeth Hasselbeck como Ella misma.
- Grant Thomson como jugador de fútbol.
- Jaime Ray Newman como Ariel.
- Murray McArthur como conductor de Escocia.